# Mostafa Abdollahi
 (juin 2019).
Si vous disposez d'ouvrages ou d'articles de référence ou si vous connaissez des sites web de qualité traitant du thème abordé ici, merci de compléter l'article en donnant les références utiles à sa vérifiabilité et en les liant à la section « Notes et références ».
Pour les articles homonymes, voir Abdollahi.
Mostafa Abdollahi (en farsi مصطفی عبداللهی) (né le 22 mars 1955 à Boroudjerd et mort le 21 mai 2015 à Téhéran) est un metteur en scène, réalisateur et acteur iranien.

## Biographie
En 1979, Mostafa Abdollahi a été admis à la faculté des arts dramatiques de Téhéran pour commencer sa formation dans le programme de mise en scène et de théâtre. Il a fondé le groupe de théâtre Koocheh dans sa ville natale en 1970. Au cours de 46 années d'activité, il a présenté de nombreux spectacles à la fois en tant qu'acteur et metteur en scène. Il a également joué dans de nombreux films, pièces de théâtre, émissions de radio et séries télévisées.
Ses activités artistiques comprennent le rôle d'acteur et de metteur en scène dans 62 productions théâtrales, la réalisation de plusieurs courts métrages télévisés, la réalisation d'acteurs et d'interprètes dans plus de 500 émissions de radio et la réalisation de séries télévisées célèbres. Abdollahi a remporté de nombreux prix pour diverses activités artistiques.
Il a été largement reconnu comme excellent acteur et les nombreuses productions qu'il a dirigées lui ont valu la réputation d'un des principaux metteurs en scène de théâtre en Iran[réf. nécessaire].